# 夏洛滕贝格
夏尔洛滕贝尔格是德国莱茵兰-普法尔茨州的一个市镇。总面积0.76平方公里，总人口159人，其中男性78人，女性81人（2011年12月31日），人口密度209人/平方公里。